# Paleogenómica

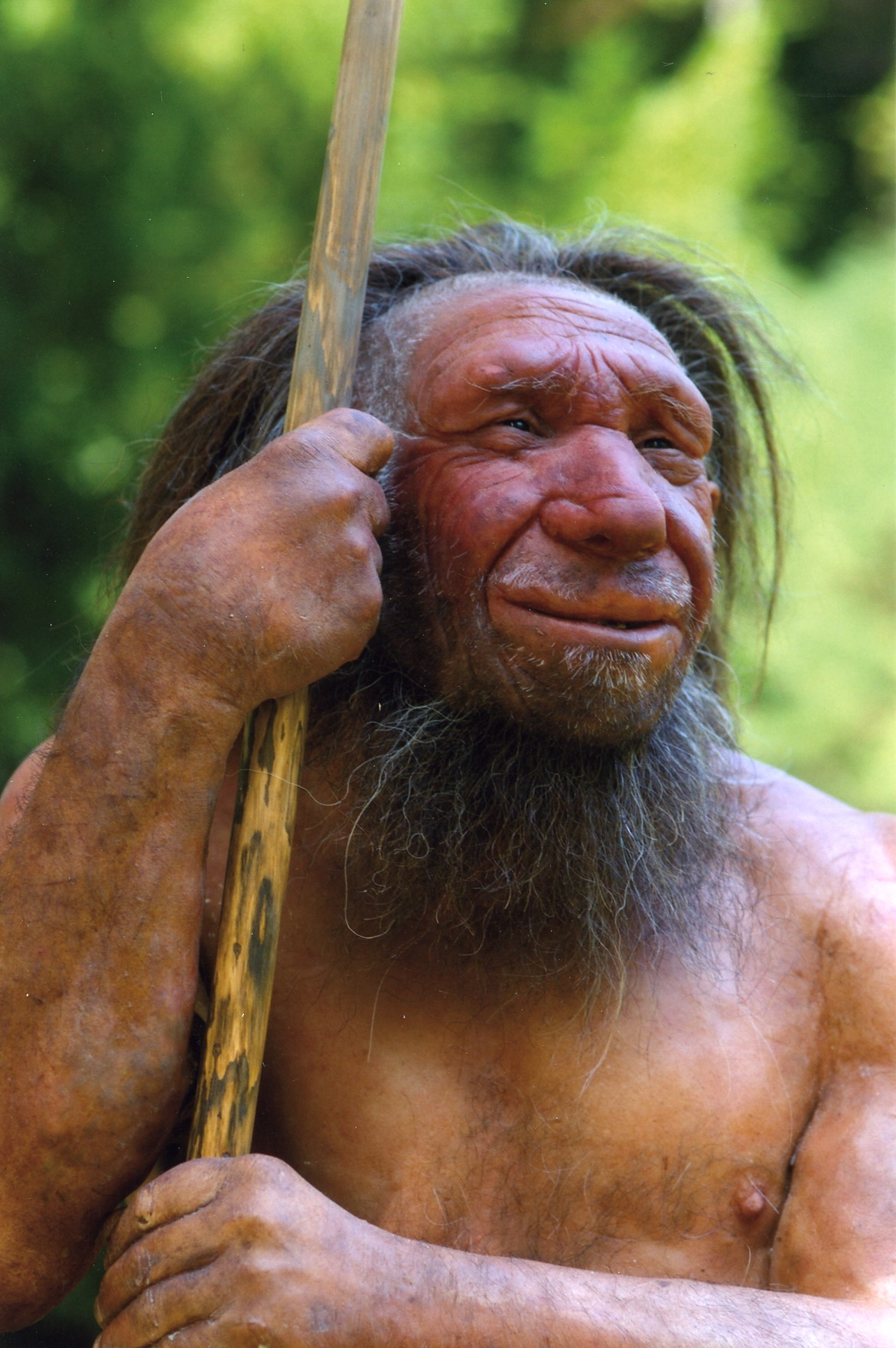
Os neandertais (Homo sapiens neanderthalensis ou Homo neanderthalensis) tiveram seu genoma sequenciado a partir de pesquisas paleogenômicas e publicado em 2010.

A paleogenómica (português europeu) ou paleogenômica (português brasileiro) é a área da genética que estuda a informação contida no DNA antigo (aDNA) dos genomas de espécies que viveram no passado, incluindo espécies extintas ou que viveram a centenas de milhares de anos atrás. Pesquisas dessa área se baseiam em métodos avançados para extração e sequenciamento de DNA extremamente degradado e contaminado, preservado em coleções museológicas, sítios arqueológicos ou paleontológicos e núcleos de sedimentos.
Essa área se distingue da chamada museômica, que estuda os genomas de espécimes preservados em coleções de história natural. Sendo, portanto, mais recentes que aqueles analisados por paleogenômica. Apesar disso, ambas áreas empregam métodos semelhantes.
O recente e rápido avanço nas tecnologias de sequenciamento de última geração tornaram o desenvolvimento deste campo possível. Através das técnicas atuais, é possível detectar diversidade genética, migração e inter-relações entre populações antigas, bem como a história evolutiva de espécies (por exemplo, o mamute-lanoso) e estudar epidemias antigas como a peste-negra e a varíola. Cientistas também utilizam a paleogenômica para compreender a evolução humana e as migrações dos humanos modernos desde sua saída da África a mais de 60.000 anos atrás.
A crescente importância deste campo de estudo foi evidenciado pelo Prêmio Nobel de 2022 em fisiologia ou medicina, concedido ao geneticista sueco Svante Pääbo, um dos fundadores e mais importantes pesquisadores da área.

## Histórico
A primeira sequência de aDNA, ainda que muito curta, foi publicada por pesquisadores em 1984. Isolada a partir de amostras de museu de tecido muscular de Quaga (Equus quagga quagga), uma subespécie da zebra que foi extinta na década de 1880.
Se a sobrevivência a longo prazo do DNA se revelar como um fenômeno geral, vários campos incluindo paleontologia, biologia evolutiva, arqueologia e ciência forense poderão se beneficiar.

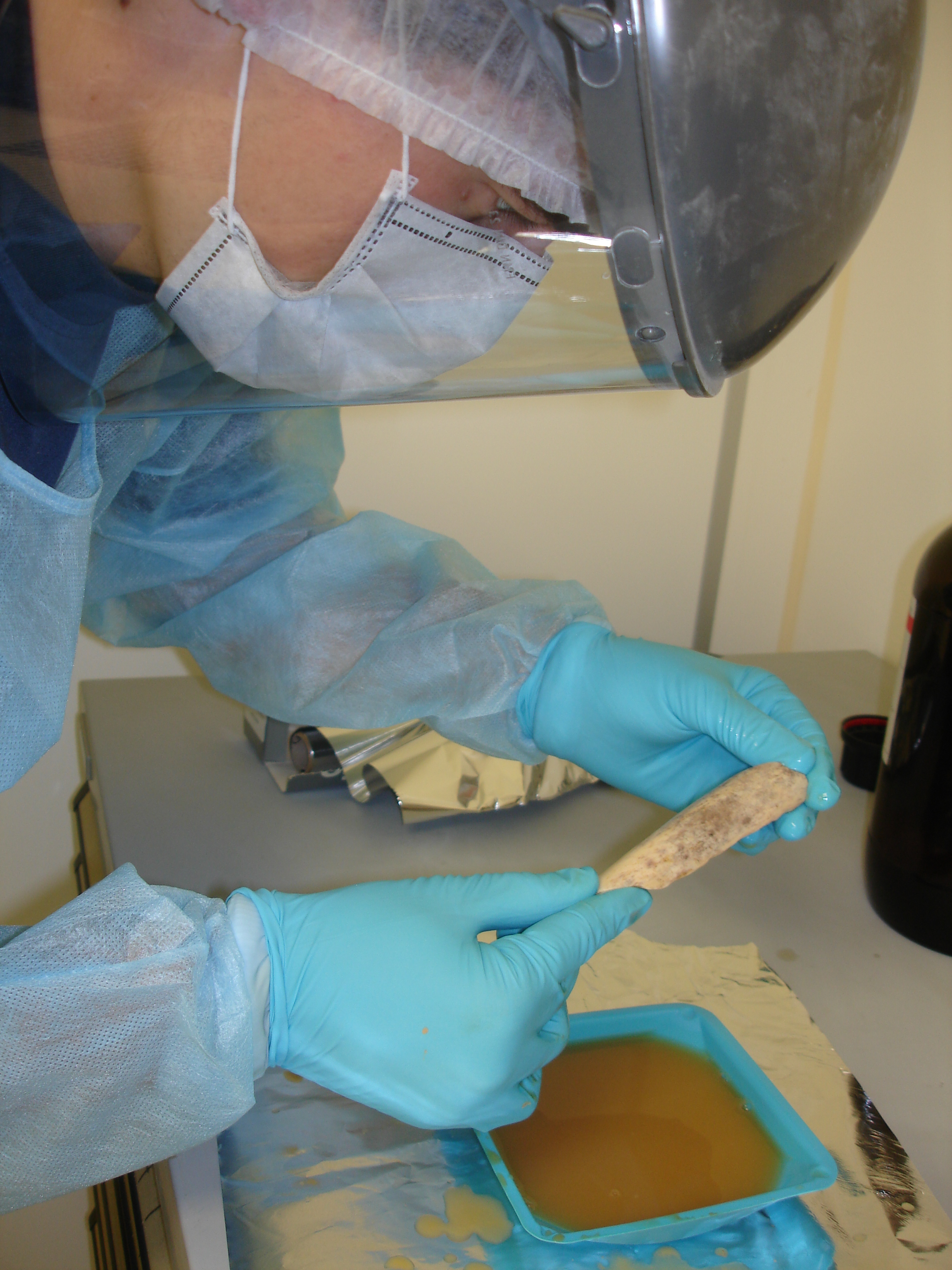
Extração de aDNA de osso de Neaderthal.

Inicialmente, a pesquisa em paleogenômica era extremamente difícil, devido a pouca quantidade e qualidade do DNA existente nas amostras estudadas. A criação e popularização da técnica de PCR no fim dos anos 80 possibilitou a obtenção de quantidades razoáveis de DNA mesmo a partir de pequenas amostras. Apesar disso, as duas primeiras décadas de pesquisa nessa área foram marcadas por diversos resultados pouco confiáveis e falsos-positivos, em sua maioria causados por métodos pouco eficazes e contaminação humana ou microbiana que passava despercebida, além do desconhecimento da extensão da degradação post mortem ocorrida no DNA ao longo do tempo. Por isso, muitos pesquisadores acreditaram que foram capazes de extrair o material genético de amostras muito antigas, como fósseis de dinossauros do período cretáceo.
A partir de 2007, o aprimoramento das técnicas de biologia molecular e bioinformática somadas a tecnologias de sequenciamento mais modernas revolucionou a área e pesquisas mais confiáveis puderam ser feitas. Com o advento da tecnologia de sequenciamento de próxima geração (NGS) logo trechos extensos de genomas nucleares puderam ser sequenciados com precisão. Em fevereiro de 2010, a primeira sequência do genoma de um humano antigo foi publicada. No ano seguinte, obteve-se o genoma da bactéria causadora da peste negra, Yersinia pestis, a partir de ossadas de vítimas da Idade Média. Em 2022, aDNA datando de cerca de 2 milhões de anos foi obtido de um testemunho de sedimentos da Groenlândia. Até hoje é o DNA mais antigo preservado que se tem conhecimento.
Atualmente, a paleogenômica tem expandido rapidamente, porém poucos estudos e centros de pesquisa existem além do continente Europeu, principalmente devido à tecnologia altamente sofisticada necessária para extração e sequenciamento.

## Métodos
As pesquisas paleogenômicas utilizam técnicas modernas e específicas para a extração e sequenciamento de DNA em péssima qualidade. Um dos maiores desafios é justamente obter a informação contida em uma pequena quantidade de DNA que está preservada em fragmentos curtos e contaminados com sequências de microorganismos. Outro problema grave é a contaminação humana. Medidas de esterilização e isolamento das etapas de extração precisam ser utilizadas para que a amostra contenha apenas o DNA de interesse a ser estudado.

### Extração
A extração de DNA é a primeira etapa a ser realizada. Normalmente utilizam-se técnicas padronizadas e comuns da literatura de genética, porém modificadas para maior eficiência e com um passo adicional de descontaminação e limpeza da amostra anterior.
Apenas alguns tipos específicos de amostras contém aDNA preservado, como ossos, dentes, pelo e tecidos congelados em permafrost, além de testemunhos de sedimentos excepcionalmente preservados.
É extremante importante que essa e outras etapas sejam realizadas em ambiente estéril e controlado, para evitar qualquer tipo de contaminação.

#### Degradação do DNA após a morte
Após a morte de um organismo, seu DNA começa a se degradar rapidamente, devido à ausência de sistemas de reparo e perda da homeostase celular. Ao mesmo tempo, microorganismos se propagam devido à decomposição e tendem a contaminar o DNA celular com seu próprio DNA.
O DNA fica sujeito a alterações químicas tais como desaminação e depurinação, que alteram a sequência de suas bases e, portanto, a informação contida, a partir do ataque de radicais livres. Ao longo do tempo estes eventos ocasionam quebras de dupla fita e subsequente redução do tamanho das sequências a pequenos fragmentos. Além disso, ocorre um acúmulo de timinas e uracilas.
Acredita-se que o DNA possui um tempo de preservação de não muito mais que 2 milhões de anos, a idade do aDNA mais antigo já encontrado, quando em condições excepcionais.

### Sequenciamento
O sequenciamento precisa ser feito utilizando-se as melhores tecnologias disponíveis, de maneira a se conseguir o máximo de informação possível do aDNA. Após o sequenciamento são realizadas diversas filtragens e curadoria por meio de ferramentas da bioinformática. No caso de genomas antigos, sua montagem é feita a partir da referência de um genoma atual de uma espécie próxima, pois o genoma antigo apresenta muitos gaps (espaços sem informações) e bases alteradas.

### Análise
Após a obtenção da informação genética antiga, diversos métodos de bioinformática são utilizados para a inferência de eventos evolutivos ou de genética de populações, a depender do objetivo da pesquisa.